# Lista över manliga OS-medaljörer i löpning
Nedanstående är en lista över manliga OS-medaljörer i löpning.
OBS! Nedan ingår även medaljörerna från jubileumsturneringen 1906 i Aten, som sedan dess fråntagits sin officiella olympiska status.

## 60 m
| Gren | Guld             | Guld | Silver           | Silver | Brons          | Brons      |
| ---- | ---------------- | ---- | ---------------- | ------ | -------------- | ---------- |
| 1900 | Alvin Kraenzlein | USA  | John Tewksbury   | USA    | Stanley Rowley | Australien |
| 1904 | Archie Hahn      | USA  | William Hogenson | USA    | Fay Moulton    | USA        |

## 100 m
| År   | Guld             | Guld              | Silver             | Silver              | Brons                    | Brons             |
| ---- | ---------------- | ----------------- | ------------------ | ------------------- | ------------------------ | ----------------- |
| 1896 | Thomas Burke     | USA               | Fritz Hoffmann     | Tyskland            | Alajos Szokolyi          | Ungern            |
| 1896 | Thomas Burke     | USA               | Fritz Hoffmann     | Tyskland            | Francis Lane             | USA               |
| 1900 | Frank Jarvis     | USA               | John Tewksbury     | USA                 | Stanley Rowley           | Australien        |
| 1904 | Archie Hahn      | USA               | Nate Cartmell      | USA                 | William Hogenson         | USA               |
| 1906 | Archie Hahn      | USA               | Fay Moulton        | USA                 | Nigel Barker             | Australien        |
| 1908 | Reggie Walker    | Sydafrika         | James Rector       | USA                 | Bobby Kerr               | Kanada            |
| 1912 | Ralph Craig      | USA               | Alvah Meyer        | USA                 | Don Lippincott           | USA               |
| 1920 | Charlie Paddock  | USA               | Morris Kirksey     | USA                 | Harry Edward             | Storbritannien    |
| 1924 | Harold Abrahams  | Storbritannien    | Jackson Scholz     | USA                 | Arthur Porritt           | Nya Zeeland       |
| 1928 | Percy Williams   | Kanada            | Jack London        | Storbritannien      | Georg Lammers            | Tyskland          |
| 1932 | Eddie Tolan      | USA               | Ralph Metcalfe     | USA                 | Arthur Jonath            | Tyskland          |
| 1936 | Jesse Owens      | USA               | Ralph Metcalfe     | USA                 | Tinus Osendarp           | Nederländerna     |
| 1948 | Harrison Dillard | USA               | Barney Ewell       | USA                 | Lloyd LaBeach            | Panama            |
| 1952 | Lindy Remigino   | USA               | Herb McKenley      | Jamaica             | Emmanuel McDonald Bailey | Storbritannien    |
| 1956 | Bobby Joe Morrow | USA               | Thane Baker        | USA                 | Hector Hogan             | Australien        |
| 1960 | Armin Hary       | Tyskland          | Dave Sime          | USA                 | Peter Radford            | Storbritannien    |
| 1964 | Bob Hayes        | USA               | Enrique Figuerola  | Kuba                | Harry Jerome             | Kanada            |
| 1968 | Jim Hines        | USA               | Lennox Miller      | Jamaica             | Charles Greene           | USA               |
| 1972 | Valeri Borzov    | Sovjetunionen     | Robert Taylor      | USA                 | Lennox Miller            | Jamaica           |
| 1976 | Hasely Crawford  | Trinidad & Tobago | Don Quarrie        | Jamaica             | Valeri Borzov            | Sovjetunionen     |
| 1980 | Allan Wells      | Storbritannien    | Silvio Leonard     | Kuba                | Petar Petrov             | Bulgarien         |
| 1984 | Carl Lewis       | USA               | Sam Graddy         | USA                 | Ben Johnson              | Kanada            |
| 1988 | Carl Lewis       | USA               | Linford Christie   | Storbritannien      | Calvin Smith             | USA               |
| 1992 | Linford Christie | Storbritannien    | Frankie Fredericks | Namibia             | Dennis Mitchell          | USA               |
| 1996 | Donovan Bailey   | Kanada            | Frankie Fredericks | Namibia             | Ato Boldon               | Trinidad & Tobago |
| 2000 | Maurice Greene   | USA               | Ato Boldon         | Trinidad & Tobago   | Obadele Thompson         | Barbados          |
| 2004 | Justin Gatlin    | USA               | Francis Obikwelu   | Portugal            | Maurice Greene           | USA               |
| 2008 | Usain Bolt       | Jamaica           | Richard Thompson   | Trinidad och Tobago | Walter Dix               | USA               |
| 2012 | Usain Bolt       | Jamaica           | Yohan Blake        | Jamaica             | Justin Gatlin            | USA               |
| 2016 | Usain Bolt       | Jamaica           | Justin Gatlin      | USA                 | Andre De Grasse          | Kanada            |
| 2020 | Marcell Jacobs   | Italien           | Fred Kerley        | USA                 | Andre De Grasse          | Kanada            |
| 2024 | Noah Lyles       | USA               | Kishane Thompson   | Jamaica             | Fred Kerley              | USA               |

## 200 m
| Gren | Guld                  | Guld          | Silver             | Silver         | Brons               | Brons               |
| ---- | --------------------- | ------------- | ------------------ | -------------- | ------------------- | ------------------- |
| 1900 | John Tewksbury        | USA           | Norman Pritchard   | Indien         | Stanley Rowley      | Australien          |
| 1904 | Archie Hahn           | USA           | Nate Cartmell      | USA            | William Hogenson    | USA                 |
| 1908 | Bobby Kerr            | Kanada        | Robert Cloughen    | USA            | Nate Cartmell       | USA                 |
| 1912 | Ralph Craig           | USA           | Don Lippincott     | USA            | William Applegarth  | Storbritannien      |
| 1920 | Allen Woodring        | USA           | Charlie Paddock    | USA            | Harry Edward        | Storbritannien      |
| 1924 | Jackson Scholz        | USA           | Charlie Paddock    | USA            | Eric Liddell        | Storbritannien      |
| 1928 | Percy Williams        | Kanada        | Walter Rangeley    | Storbritannien | Helmut Körnig       | Tyskland            |
| 1932 | Eddie Tolan           | USA           | George Simpson     | USA            | Ralph Metcalfe      | USA                 |
| 1936 | Jesse Owens           | USA           | Mack Robinson      | USA            | Tinus Osendarp      | Nederländerna       |
| 1948 | Mel Patton            | USA           | Barney Ewell       | USA            | Lloyd LaBeach       | Panama              |
| 1952 | Andy Stanfield        | USA           | Thane Baker        | USA            | James Gathers       | USA                 |
| 1956 | Bobby Joe Morrow      | USA           | Andy Stanfield     | USA            | Thane Baker         | USA                 |
| 1960 | Livio Berruti         | Italien       | Lester Carney      | USA            | Abdoulaye Seye      | Senegal             |
| 1964 | Henry Carr            | USA           | Otis Drayton       | USA            | Edwin Roberts       | Trinidad och Tobago |
| 1968 | Tommie Smith          | USA           | Peter Norman       | Australien     | John Carlos         | USA                 |
| 1972 | Valeri Borzov         | Sovjetunionen | Larry Black        | USA            | Pietro Mennea       | Italien             |
| 1976 | Don Quarrie           | Jamaica       | Millard Hampton    | USA            | Dwayne Evans        | USA                 |
| 1980 | Pietro Mennea         | Italien       | Allan Wells        | Storbritannien | Don Quarrie         | Jamaica             |
| 1984 | Carl Lewis            | USA           | Kirk Baptiste      | USA            | Thomas Jefferson    | USA                 |
| 1988 | Joe DeLoach           | USA           | Carl Lewis         | USA            | Robson da Silva     | Brasilien           |
| 1992 | Mike Marsh            | USA           | Frankie Fredericks | Namibia        | Michael Bates       | USA                 |
| 1996 | Michael Johnson       | USA           | Frankie Fredericks | Namibia        | Ato Boldon          | Trinidad och Tobago |
| 2000 | Konstantinos Kenteris | Grekland      | Darren Campbell    | Storbritannien | Ato Boldon          | Trinidad och Tobago |
| 2004 | Shawn Crawford        | USA           | Bernard Williams   | USA            | Justin Gatlin       | USA                 |
| 2008 | Usain Bolt            | Jamaica       | Shawn Crawford     | USA            | Walter Dix          | USA                 |
| 2012 | Usain Bolt            | Jamaica       | Yohan Blake        | Jamaica        | Warren Weir         | Jamaica             |
| 2016 | Usain Bolt            | Jamaica       | Andre De Grasse    | Kanada         | Christophe Lemaitre | Frankrike           |
| 2020 | Andre De Grasse       | Kanada        | Kenneth Bednarek   | USA            | Noah Lyles          | USA                 |
| 2024 | Letsile Tebogo        | Botswana      | Kenneth Bednarek   | USA            | Noah Lyles          | USA                 |

## 400 m
| År   | Guld               | Guld           | Silver               | Silver                  | Brons             | Brons               |
| ---- | ------------------ | -------------- | -------------------- | ----------------------- | ----------------- | ------------------- |
| 1896 | Tom Burke          | USA            | Herbert Jamison      | USA                     | Charles Gmelin    | Storbritannien      |
| 1900 | Maxey Long         | USA            | William Holland      | USA                     | Ernst Schultz     | Danmark             |
| 1904 | Harry Hillman      | USA            | Frank Waller         | USA                     | Herman Groman     | USA                 |
| 1906 | Paul Pilgrim       | USA            | Wyndham Halswelle    | Storbritannien          | Nigel Barker      | Australien          |
| 1908 | Wyndham Halswelle  | Storbritannien | -                    | -                       | -                 | -                   |
| 1912 | Charles Reidpath   | USA            | Hanns Braun          | Tyskland                | Edward Lindberg   | USA                 |
| 1920 | Bevil Rudd         | Sydafrika      | Guy Butler           | Storbritannien          | Nils Engdahl      | Sverige             |
| 1924 | Eric Liddell       | Storbritannien | Horatio Fitch        | USA                     | Guy Butler        | Storbritannien      |
| 1928 | Ray Barbuti        | USA            | James Ball           | Kanada                  | Joachim Büchner   | Tyskland            |
| 1932 | Bill Carr          | USA            | Ben Eastman          | USA                     | Alex Wilson       | Kanada              |
| 1936 | Archie Williams    | USA            | Godfrey Brown        | Storbritannien          | James LuValle     | USA                 |
| 1948 | Arthur Wint        | Jamaica        | Herb McKenley        | Jamaica                 | Mal Whitfield     | USA                 |
| 1952 | George Rhoden      | Jamaica        | Herb McKenley        | Jamaica                 | Ollie Matson      | USA                 |
| 1956 | Charlie Jenkins    | USA            | Karl-Friedrich Haas  | Tyskland                | Voitto Hellsten   | Finland             |
| 1956 | Charlie Jenkins    | USA            | Karl-Friedrich Haas  | Tyskland                | Ardalion Ignatyev | Sovjetunionen       |
| 1960 | Otis Davis         | USA            | Carl Kaufmann        | Tyskland                | Malcolm Spence    | Sydafrika           |
| 1964 | Michael Larrabee   | USA            | Wendell Mottley      | Trinidad & Tobago       | Andrzej Badeński  | Polen               |
| 1968 | Lee Evans          | USA            | Larry James          | USA                     | Ron Freeman       | USA                 |
| 1972 | Vincent Matthews   | USA            | Wayne Collett        | USA                     | Julius Sang       | Kenya               |
| 1976 | Alberto Juantorena | Kuba           | Fred Newhouse        | USA                     | Herman Frazier    | USA                 |
| 1980 | Viktor Markin      | Sovjetunionen  | Rick Mitchell        | Australien              | Frank Schaffer    | Östtyskland         |
| 1984 | Alonzo Babers      | USA            | Gabriel Tiacoh       | Elfenbenskusten         | Antonio McKay     | USA                 |
| 1988 | Steve Lewis        | USA            | Butch Reynolds       | USA                     | Danny Everett     | USA                 |
| 1992 | Quincy Watts       | USA            | Steve Lewis          | USA                     | Samson Kitur      | Kenya               |
| 1996 | Michael Johnson    | USA            | Roger Black          | Storbritannien          | Davis Kamoga      | Uganda              |
| 2000 | Michael Johnson    | USA            | Alvin Harrison       | USA                     | Greg Haughton     | Jamaica             |
| 2004 | Jeremy Wariner     | USA            | Otis Harris          | USA                     | Derrick Brew      | USA                 |
| 2008 | LaShawn Merritt    | USA            | Jeremy Wariner       | USA                     | David Neville     | USA                 |
| 2012 | Kirani James       | Grenada        | Luguelín Santos      | Dominikanska republiken | Lalonde Gordon    | Trinidad och Tobago |
| 2016 | Wayde van Niekerk  | Sydafrika      | Kirani James         | Grenada                 | LaShawn Merritt   | USA                 |
| 2020 | Steven Gardiner    | Bahamas        | Anthony Zambrano     | Colombia                | Kirani James      | Grenada             |
| 2024 | Quincy Hall        | USA            | Matthew Hudson-Smith | Storbritannien          | Muzala Samukonga  | Zambia              |

## 800 m
| Gren | Guld               | Guld           | Silver              | Silver         | Brons              | Brons                    |
| ---- | ------------------ | -------------- | ------------------- | -------------- | ------------------ | ------------------------ |
| 1896 | Teddy Flack        | Australien     | Nándor Dáni         | Ungern         | Dimitrios Golemis  | Grekland                 |
| 1900 | Alfred Tysoe       | Storbritannien | John Cregan         | USA            | David Hall         | USA                      |
| 1904 | Jim Lightbody      | USA            | Howard Valentine    | USA            | Emil Breitkreutz   | USA                      |
| 1906 | Paul Pilgrim       | USA            | Jim Lightbody       | USA            | Wyndham Halswelle  | Storbritannien           |
| 1908 | Mel Sheppard       | USA            | Emilio Lunghi       | Italien        | Hanns Braun        | Tyskland                 |
| 1912 | Ted Meredith       | USA            | Mel Sheppard        | USA            | Ira Davenport      | USA                      |
| 1920 | Albert Hill        | Storbritannien | Earl Eby            | USA            | Bevil Rudd         | Sydafrika                |
| 1924 | Douglas Lowe       | Storbritannien | Paul Martin         | Schweiz        | Schuyler Enck      | USA                      |
| 1928 | Douglas Lowe       | Storbritannien | Erik Byléhn         | Sverige        | Hermann Engelhard  | Tyskland                 |
| 1932 | Thomas Hampson     | Storbritannien | Alex Wilson         | Kanada         | Phil Edwards       | Kanada                   |
| 1936 | John Woodruff      | USA            | Mario Lanzi         | Italien        | Phil Edwards       | Kanada                   |
| 1948 | Mal Whitfield      | USA            | Arthur Wint         | Jamaica        | Marcel Hansenne    | Frankrike                |
| 1952 | Mal Whitfield      | USA            | Arthur Wint         | Jamaica        | Heinz Ulzheimer    | Västtyskland             |
| 1956 | Tom Courtney       | USA            | Derek Johnson       | Storbritannien | Audun Boysen       | Norge                    |
| 1960 | Peter Snell        | Nya Zeeland    | Roger Moens         | Belgien        | George Kerr        | Västindiska federationen |
| 1964 | Peter Snell        | Nya Zeeland    | Bill Crothers       | Kanada         | Wilson Kiprugut    | Kenya                    |
| 1968 | Ralph Doubell      | Australien     | Wilson Kiprugut     | Kenya          | Tom Farrell        | USA                      |
| 1972 | Dave Wottle        | USA            | Yevgeni Arzhanov    | Sovjetunionen  | Mike Boit          | Kenya                    |
| 1976 | Alberto Juantorena | Kuba           | Ivo Van Damme       | Belgien        | Rick Wohlhuter     | USA                      |
| 1980 | Steve Ovett        | Storbritannien | Sebastian Coe       | Storbritannien | Nikolay Kirov      | Sovjetunionen            |
| 1984 | Joaquim Cruz       | Brasilien      | Sebastian Coe       | Storbritannien | Earl Jones         | USA                      |
| 1988 | Paul Ereng         | Kenya          | Joaquim Cruz        | Brasilien      | Saïd Aouita        | Marocko                  |
| 1992 | William Tanui      | Kenya          | Nixon Kiprotich     | Kenya          | Johnny Gray        | USA                      |
| 1996 | Vebjørn Rodal      | Norge          | Hezekiél Sepeng     | Sydafrika      | Fred Onyancha      | Kenya                    |
| 2000 | Nils Schumann      | Tyskland       | Wilson Kipketer     | Danmark        | Djabir Saïd Guerni | Algeriet                 |
| 2004 | Yuriy Borzakovskiy | Ryssland       | Mbulaeni Mulaudzi   | Sydafrika      | Wilson Kipketer    | Danmark                  |
| 2008 | Wilfred Bungei     | Kenya          | Ismail Ahmed Ismail | Sudan          | Alfred Kirwa Yego  | Kenya                    |
| 2012 | David Rudisha      | Kenya          | Nijel Amos          | Botswana       | Timothy Kitum      | Kenya                    |
| 2016 | David Rudisha      | Kenya          | Taoufik Makhloufi   | Algeriet       | Clayton Murphy     | USA                      |
| 2020 | Emmanuel Korir     | Kenya          | Ferguson Rotich     | Kenya          | Patryk Dobek       | Polen                    |
| 2024 | Emmanuel Wanyonyi  | Kenya          | Marco Arop          | Kanada         | Djamel Sedjati     | Algeriet                 |

## 1 500 m
| År   | Guld               | Guld           | Silver             | Silver          | Brons               | Brons          |
| ---- | ------------------ | -------------- | ------------------ | --------------- | ------------------- | -------------- |
| 1896 | Teddy Flack        | Australien     | Arthur Blake       | USA             | Albin Lermusiaux    | Frankrike      |
| 1900 | Charles Bennett    | Storbritannien | Henri Deloge       | Frankrike       | John Bray           | USA            |
| 1904 | Jim Lightbody      | USA            | William Verner     | USA             | Lacey Hearn         | USA            |
| 1906 | Jim Lightbody      | USA            | John McGough       | Storbritannien  | Kristian Hellström  | Sverige        |
| 1908 | Mel Sheppard       | USA            | Harold Wilson      | Storbritannien  | Norman Hallows      | Storbritannien |
| 1912 | Arnold Jackson     | Storbritannien | Abel Kiviat        | USA             | Norman Taber        | USA            |
| 1920 | Albert Hill        | Storbritannien | Philip Baker       | Storbritannien  | Lawrence Shields    | USA            |
| 1924 | Paavo Nurmi        | Finland        | Willy Schärer      | Schweiz         | Henry Stallard      | Storbritannien |
| 1928 | Harry Larva        | Finland        | Jules Ladoumègue   | Frankrike       | Eino Purje          | Finland        |
| 1932 | Luigi Beccali      | Italien        | Jerry Cornes       | Storbritannien  | Phil Edwards        | Kanada         |
| 1936 | Jack Lovelock      | Nya Zeeland    | Glenn Cunningham   | USA             | Luigi Beccali       | Italien        |
| 1948 | Henry Eriksson     | Sverige        | Lennart Strand     | Sverige         | Wim Slijkhuis       | Nederländerna  |
| 1952 | Josy Barthel       | Luxemburg      | Bob McMillen       | USA             | Werner Lueg         | Tyskland       |
| 1956 | Ron Delany         | Irland         | Klaus Richtzenhain | Tyskland        | John Landy          | Australien     |
| 1960 | Herb Elliott       | Australien     | Michel Jazy        | Frankrike       | István Rózsavölgyi  | Ungern         |
| 1964 | Peter Snell        | Nya Zeeland    | Josef Odlozil      | Tjeckoslovakien | John Davies         | Nya Zeeland    |
| 1968 | Kipchoge Keino     | Kenya          | Jim Ryun           | USA             | Bodo Tümmler        | Västtyskland   |
| 1972 | Pekka Vasala       | Finland        | Kipchoge Keino     | Kenya           | Rod Dixon           | Nya Zeeland    |
| 1976 | John Walker        | Nya Zeeland    | Ivo Van Damme      | Belgien         | Paul-Heinz Wellmann | Västtyskland   |
| 1980 | Sebastian Coe      | Storbritannien | Jürgen Straub      | Östtyskland     | Steve Ovett         | Storbritannien |
| 1984 | Sebastian Coe      | Storbritannien | Steve Cram         | Storbritannien  | José Manuel Abascal | Spanien        |
| 1988 | Peter Rono         | Kenya          | Peter Elliott      | Storbritannien  | Jens-Peter Herold   | Östtyskland    |
| 1992 | Fermín Cacho       | Spanien        | Rachid El Basir    | Marocko         | Mohammed Suleiman   | Qatar          |
| 1996 | Noureddine Morceli | Algeriet       | Fermín Cacho       | Spanien         | Stephen Kipkorir    | Kenya          |
| 2000 | Noah Ngeny         | Kenya          | Hicham El Guerrouj | Marocko         | Bernard Lagat       | Kenya          |
| 2004 | Hicham El Guerrouj | Marocko        | Bernard Lagat      | Kenya           | Rui Silva           | Portugal       |
| 2008 | Asbel Kiprop       | Kenya          | Nick Willis        | Nya Zeeland     | Mehdi Baala         | Frankrike      |
| 2012 | Taoufik Makhloufi  | Algeriet       | Leonel Manzano     | USA             | Abdalaati Iguider   | Marocko        |
| 2016 | Matthew Centrowitz | USA            | Taoufik Makhloufi  | Algeriet        | Nick Willis         | Nya Zeeland    |
| 2020 | Jakob Ingebrigtsen | Norge          | Timothy Cheruiyot  | Kenya           | Josh Kerr           | Storbritannien |
| 2024 | Cole Hocker        | USA            | Josh Kerr          | Storbritannien  | Yared Nuguse        | USA            |

## 5 000 m
| År   | Guld               | Guld            | Silver            | Silver          | Brons                   | Brons          |
| ---- | ------------------ | --------------- | ----------------- | --------------- | ----------------------- | -------------- |
| 1912 | Hannes Kolehmainen | Finland         | Jean Bouin        | Frankrike       | George Hutson           | Storbritannien |
| 1920 | Joseph Guillemot   | Frankrike       | Paavo Nurmi       | Finland         | Eric Backman            | Sverige        |
| 1924 | Paavo Nurmi        | Finland         | Ville Ritola      | Finland         | Edvin Wide              | Sverige        |
| 1928 | Ville Ritola       | Finland         | Paavo Nurmi       | Finland         | Edvin Wide              | Sverige        |
| 1932 | Lauri Lehtinen     | Finland         | Ralph Hill        | USA             | Lauri Virtanen          | Finland        |
| 1936 | Gunnar Höckert     | Finland         | Lauri Lehtinen    | Finland         | Henry Jonsson           | Sverige        |
| 1948 | Gaston Reiff       | Belgien         | Emil Zátopek      | Tjeckoslovakien | Wim Slijkhuis           | Nederländerna  |
| 1952 | Emil Zátopek       | Tjeckoslovakien | Alain Mimoun      | Frankrike       | Herbert Schade          | Tyskland       |
| 1956 | Vladimir Kuts      | Sovjetunionen   | Gordon Pirie      | Storbritannien  | Derek Ibbotson          | Storbritannien |
| 1960 | Murray Halberg     | Nya Zeeland     | Hans Grodotzki    | Tyskland        | Kazimierz Zimny         | Polen          |
| 1964 | Bob Schul          | USA             | Harald Norpoth    | Tyskland        | William Dellinger       | USA            |
| 1968 | Mohammed Gammoudi  | Tunisia         | Kipchoge Keino    | Kenya           | Naftali Temu            | Kenya          |
| 1972 | Lasse Virén        | Finland         | Mohammed Gammoudi | Tunisia         | Ian Stewart             | Storbritannien |
| 1976 | Lasse Virén        | Finland         | Dick Quax         | Nya Zeeland     | Klaus-Peter Hildenbrand | Västtyskland   |
| 1980 | Miruts Yifter      | Etiopien        | Suleiman Nyambui  | Tanzania        | Kaarlo Maaninka         | Finland        |
| 1984 | Saïd Aouita        | Marocko         | Markus Ryffel     | Schweiz         | Antonio Leitão          | Portugal       |
| 1988 | John Ngugi         | Kenya           | Dieter Baumann    | Västtyskland    | Hansjörg Kunze          | Östtyskland    |
| 1992 | Dieter Baumann     | Tyskland        | Paul Bitok        | Kenya           | Fita Bayisa             | Etiopien       |
| 1996 | Vénuste Niyongabo  | Burundi         | Paul Bitok        | Kenya           | Khalid Boulami          | Marocko        |
| 2000 | Millon Wolde       | Etiopien        | Ali Saidi-Sief    | Algeriet        | Brahim Lahlafi          | Marocko        |
| 2004 | Hicham El Guerrouj | Marocko         | Kenenisa Bekele   | Etiopien        | Eliud Kipchoge          | Kenya          |
| 2008 | Kenenisa Bekele    | Etiopien        | Eliud Kipchoge    | Kenya           | Edwin Soi               | Kenya          |
| 2012 | Mo Farah           | Storbritannien  | Dejen Gebremeskel | Etiopien        | Thomas Pkemei Longosiwa | Kenya          |
| 2016 | Mo Farah           | Storbritannien  | Paul Chelimo      | USA             | Hagos Gebrhiwet         | Etiopien       |
| 2020 | Joshua Cheptegei   | Uganda          | Mohammed Ahmed    | Kanada          | Paul Chelimo            | USA            |
| 2024 | Jakob Ingebrigtsen | Norge           | Ronald Kwemoi     | Kenya           | Grant Fisher            | USA            |

## 5 miles
| År   | Guld          | Guld           | Silver         | Silver         | Brons          | Brons   |
| ---- | ------------- | -------------- | -------------- | -------------- | -------------- | ------- |
| 1906 | Henry Hawtrey | Storbritannien | Johan Svanberg | Sverige        | Edward Dahl    | Sverige |
| 1908 | Emil Voigt    | Storbritannien | Edward Owen    | Storbritannien | Johan Svanberg | Sverige |

## 10 000 m
| År   | Guld               | Guld            | Silver            | Silver         | Brons               | Brons          |
| ---- | ------------------ | --------------- | ----------------- | -------------- | ------------------- | -------------- |
| 1912 | Hannes Kolehmainen | Finland         | Lewis Tewanima    | USA            | Albin Stenroos      | Finland        |
| 1920 | Paavo Nurmi        | Finland         | Joseph Guillemot  | Frankrike      | James Wilson        | Storbritannien |
| 1924 | Ville Ritola       | Finland         | Edvin Wide        | Sverige        | Eero Berg           | Finland        |
| 1928 | Paavo Nurmi        | Finland         | Ville Ritola      | Finland        | Edvin Wide          | Sverige        |
| 1932 | Janusz Kusociński  | Polen           | Volmari Iso-Hollo | Finland        | Lasse Virtanen      | Finland        |
| 1936 | Ilmari Salminen    | Finland         | Arvo Askola       | Finland        | Volmari Iso-Hollo   | Finland        |
| 1948 | Emil Zátopek       | Tjeckoslovakien | Alain Mimoun      | Frankrike      | Bertil Albertsson   | Sverige        |
| 1952 | Emil Zátopek       | Tjeckoslovakien | Alain Mimoun      | Frankrike      | Aleksandr Anufriyev | Sovjetunionen  |
| 1956 | Vladimir Kuts      | Sovjetunionen   | József Kovács     | Ungern         | Allan Lawrence      | Australien     |
| 1960 | Pyotr Bolotnikov   | Sovjetunionen   | Hans Grodotzki    | Tyskland       | David Power         | Australien     |
| 1964 | Billy Mills        | USA             | Mohammed Gammoudi | Tunisia        | Ron Clarke          | Australien     |
| 1968 | Naftali Temu       | Kenya           | Mamo Wolde        | Etiopien       | Mohammed Gammoudi   | Tunisia        |
| 1972 | Lasse Virén        | Finland         | Emiel Puttemans   | Belgien        | Miruts Yifter       | Etiopien       |
| 1976 | Lasse Virén        | Finland         | Carlos Lopes      | Portugal       | Brendan Foster      | Storbritannien |
| 1980 | Miruts Yifter      | Etiopien        | Kaarlo Maaninka   | Finland        | Mohammed Kedir      | Etiopien       |
| 1984 | Alberto Cova       | Italien         | Mike McLeod       | Storbritannien | Michael Musyoki     | Kenya          |
| 1988 | Brahim Boutayeb    | Marocko         | Salvatore Antibo  | Italien        | Kipkemboi Kimeli    | Kenya          |
| 1992 | Khalid Skah        | Marocko         | Richard Chelimo   | Kenya          | Addis Abebe         | Etiopien       |
| 1996 | Haile Gebrselassie | Etiopien        | Paul Tergat       | Kenya          | Saleh Hissou        | Marocko        |
| 2000 | Haile Gebrselassie | Etiopien        | Paul Tergat       | Kenya          | Assefa Mezgebu      | Etiopien       |
| 2004 | Kenenisa Bekele    | Etiopien        | Sileshi Sihine    | Etiopien       | Zersenay Tadesse    | Eritrea        |
| 2008 | Kenenisa Bekele    | Etiopien        | Sileshi Sihine    | Etiopien       | Micah Kogo          | Kenya          |
| 2012 | Mo Farah           | Storbritannien  | Galen Rupp        | USA            | Tariku Bekele       | Etiopien       |
| 2016 | Mo Farah           | Storbritannien  | Paul Tanui        | Kenya          | Tamirat Tola        | Etiopien       |
| 2020 | Selemon Barega     | Etiopien        | Joshua Cheptegei  | Uganda         | Jacob Kiplimo       | Uganda         |
| 2024 | Joshua Cheptegei   | Uganda          | Berihu Aregawi    | Etiopien       | Grant Fisher        | USA            |

## Maraton
| År   | Guld                | Guld            | Silver               | Silver         | Brons                    | Brons          |
| ---- | ------------------- | --------------- | -------------------- | -------------- | ------------------------ | -------------- |
| 1896 | Spyridon Louis      | Grekland        | Kharilaos Vasilakos  | Grekland       | Gyula Kellner            | Ungern         |
| 1900 | Michel Théato       | Luxemburg       | Émile Champion       | Frankrike      | Ernst Fast               | Sverige        |
| 1904 | Thomas J. Hicks     | USA             | Albert Coray         | Frankrike      | Arthur Newton            | USA            |
| 1906 | William Sherring    | Kanada          | Johan Svanberg       | Sverige        | William Frank            | USA            |
| 1908 | Johnny Hayes        | USA             | Charles Hefferon     | Sydafrika      | Joseph Forshaw           | USA            |
| 1912 | Kenneth McArthur    | Sydafrika       | Christian Gitsham    | Sydafrika      | Gaston Strobino          | USA            |
| 1920 | Hannes Kolehmainen  | Finland         | Jüri Lossmann        | Estland        | Valerio Arri             | Italien        |
| 1924 | Albin Stenroos      | Finland         | Romeo Bertini        | Italien        | Clarence DeMar           | USA            |
| 1928 | Boughera El Ouafi   | Frankrike       | Manuel Plaza         | Chile          | Martti Marttelin         | Finland        |
| 1932 | Juan Carlos Zabala  | Argentina       | Samuel Ferris        | Storbritannien | Armas Toivonen           | Finland        |
| 1936 | Sohn Kee-Chung      | Sydkorea        | Ernest Harper        | Storbritannien | Nam Sung-Yong            | Sydkorea       |
| 1948 | Delfo Cabrera       | Argentina       | Thomas Richards      | Storbritannien | Etienne Gailly           | Belgien        |
| 1952 | Emil Zátopek        | Tjeckoslovakien | Reinaldo Gorno       | Argentina      | Gustaf Jansson           | Sverige        |
| 1956 | Alain Mimoun        | Frankrike       | Franjo Mihalic       | Jugoslavien    | Veikko Karvonen          | Finland        |
| 1960 | Abebe Bikila        | Etiopien        | Rhadi Ben Abdesselam | Marocko        | Barry Magee              | Nya Zeeland    |
| 1964 | Abebe Bikila        | Etiopien        | Basil Heatley        | Storbritannien | Kokichi Tsuburaya        | Japan          |
| 1968 | Mamo Wolde          | Etiopien        | Kenji Kimihara       | Japan          | Michael Ryan             | Nya Zeeland    |
| 1972 | Frank Shorter       | USA             | Karel Lismont        | Belgien        | Mamo Wolde               | Etiopien       |
| 1976 | Waldemar Cierpinski | Östtyskland     | Frank Shorter        | USA            | Karel Lismont            | Belgien        |
| 1980 | Waldemar Cierpinski | Östtyskland     | Gerard Nijboer       | Nederländerna  | Satymkul Dzhumanazarov   | Sovjetunionen  |
| 1984 | Carlos Lopes        | Portugal        | John Treacy          | Irland         | Charles Spedding         | Storbritannien |
| 1988 | Gelindo Bordin      | Italien         | Douglas Wakiihuri    | Kenya          | Ahmed Salah              | Djibouti       |
| 1992 | Hwang Young-Cho     | Sydkorea        | Koichi Morishita     | Japan          | Stephan Freigang         | Tyskland       |
| 1996 | Josia Thugwane      | Sydafrika       | Lee Bong-Ju          | Sydkorea       | Eric Wainaina            | Kenya          |
| 2000 | Gezahegne Abera     | Etiopien        | Eric Wainaina        | Kenya          | Tesfaye Tola             | Etiopien       |
| 2004 | Stefano Baldini     | Italien         | Mebrahtom Keflezighi | USA            | Vanderlei de Lima        | Brasilien      |
| 2008 | Samuel Wanjiru      | Kenya           | Jaouad Gharib        | Marocko        | Tsegay Kebede            | Etiopien       |
| 2012 | Stephen Kiprotich   | Uganda          | Abel Kirui           | Kenya          | Wilson Kipsang Kiprotich | Kenya          |
| 2016 | Eliud Kipchoge      | Kenya           | Feyisa Lilesa        | Etiopien       | Galen Rupp               | USA            |
| 2020 | Eliud Kipchoge      | Kenya           | Abdi Nageeye         | Nederländerna  | Bashir Abdi              | Belgien        |
| 2024 | Tamirat Tola        | Etiopien        | Bashir Abdi          | Belgien        | Benson Kipruto           | Kenya          |

## 110 m häck
| År   | Guld             | Guld        | Silver             | Silver         | Brons               | Brons          |
| ---- | ---------------- | ----------- | ------------------ | -------------- | ------------------- | -------------- |
| 1896 | Thomas Curtis    | USA         | Grantley Goulding  | Storbritannien | -                   | -              |
| 1900 | Alvin Kraenzlein | USA         | John McClean       | USA            | Fred Moloney        | USA            |
| 1904 | Frederick Schule | USA         | Thaddeus Schideler | USA            | Lesley Ashburner    | USA            |
| 1906 | Robert Leavitt   | USA         | Alfred Healey      | Storbritannien | Vincent Duncker     | Tyskland       |
| 1908 | Forrest Smithson | USA         | John Garrels       | USA            | Arthur Shaw         | USA            |
| 1912 | Frederick Kelly  | USA         | James Wendell      | USA            | Martin Hawkins      | USA            |
| 1920 | Earl Thomson     | Kanada      | Harold Barron      | USA            | Frederick Murray    | USA            |
| 1924 | Daniel Kinsey    | USA         | Sydney Atkinson    | Sydafrika      | Sten Pettersson     | Sverige        |
| 1928 | Sydney Atkinson  | Sydafrika   | Steve Anderson     | USA            | John Collier        | USA            |
| 1932 | George Saling    | USA         | Percy Beard        | USA            | Don Finlay          | Storbritannien |
| 1936 | Forrest Towns    | USA         | Don Finlay         | Storbritannien | Fritz Pollard       | USA            |
| 1948 | William Porter   | USA         | Clyde Scott        | USA            | Craig Dixon         | USA            |
| 1952 | Harrison Dillard | USA         | Jack Davis         | USA            | Arthur Barnard      | USA            |
| 1956 | Lee Calhoun      | USA         | Jack Davis         | USA            | Joel Shankle        | USA            |
| 1960 | Lee Calhoun      | USA         | William May        | USA            | Hayes Jones         | USA            |
| 1964 | Hayes Jones      | USA         | Blaine Lindgren    | USA            | Anatoli Mikhailov   | Sovjetunionen  |
| 1968 | Willie Davenport | USA         | Ervin Hall         | USA            | Eddy Ottoz          | Italien        |
| 1972 | Rod Milburn      | USA         | Guy Drut           | Frankrike      | Thomas Hill         | USA            |
| 1976 | Guy Drut         | Frankrike   | Alejandro Casañas  | Kuba           | Willie Davenport    | USA            |
| 1980 | Thomas Munkelt   | Östtyskland | Alejandro Casañas  | Kuba           | Aleksandr Puchkov   | Sovjetunionen  |
| 1984 | Roger Kingdom    | USA         | Greg Foster        | USA            | Arto Bryggare       | Finland        |
| 1988 | Roger Kingdom    | USA         | Colin Jackson      | Storbritannien | Tony Campbell       | USA            |
| 1992 | Mark McKoy       | Kanada      | Tony Dees          | USA            | Jack Pierce         | USA            |
| 1996 | Allen Johnson    | USA         | Mark Crear         | USA            | Florian Schwarthoff | Tyskland       |
| 2000 | Anier García     | Kuba        | Terrence Trammell  | USA            | Mark Crear          | USA            |
| 2004 | Liu Xiang        | Kina        | Terrence Trammell  | USA            | Anier García        | Kuba           |
| 2008 | Dayron Robles    | Kuba        | David Payne        | USA            | David Oliver        | USA            |
| 2012 | Aries Merritt    | USA         | Jason Richardson   | USA            | Hansle Parchment    | Jamaica        |
| 2016 | Omar McLeod      | Jamaica     | Orlando Ortega     | Spanien        | Dimitri Bascou      | Frankrike      |
| 2020 | Hansle Parchment | Jamaica     | Grant Holloway     | USA            | Ronald Levy         | Jamaica        |

## 200 m häck
| År   | Guld             | Guld | Silver           | Silver | Brons          | Brons |
| ---- | ---------------- | ---- | ---------------- | ------ | -------------- | ----- |
| 1900 | Alvin Kraenzlein | USA  | Norman Pritchard | Indien | John Tewksbury | USA   |
| 1904 | Harry Hillman    | USA  | Frank Castleman  | USA    | George Poage   | USA   |

## 400 m häck
| År   | Guld            | Guld                    | Silver                  | Silver         | Brons              | Brons          |
| ---- | --------------- | ----------------------- | ----------------------- | -------------- | ------------------ | -------------- |
| 1900 | John Tewksbury  | USA                     | Henri Tauzin            | Frankrike      | George Orton       | Kanada         |
| 1904 | Harry Hillman   | USA                     | Frank Waller            | USA            | George Poage       | USA            |
| 1908 | Charles Bacon   | USA                     | Harry Hillman           | USA            | Jimmy Tremeer      | Storbritannien |
| 1920 | Frank Loomis    | USA                     | John Norton             | USA            | August Desch       | USA            |
| 1924 | Morgan Taylor   | USA                     | Erik Wilén              | Finland        | Ivan Riley         | USA            |
| 1928 | David Burghley  | Storbritannien          | Frank Cuhel             | USA            | Morgan Taylor      | USA            |
| 1932 | Bob Tisdall     | Irland                  | Glenn Hardin            | USA            | Morgan Taylor      | USA            |
| 1936 | Glenn Hardin    | USA                     | John Loaring            | Kanada         | Miguel White       | Filippinerna   |
| 1948 | Roy Cochran     | USA                     | Duncan White            | Ceylon         | Rune Larsson       | Sverige        |
| 1952 | Charles Moore   | USA                     | Yuri Lituyev            | Sovjetunionen  | John Holland       | Nya Zeeland    |
| 1956 | Glenn Davis     | USA                     | Eddie Southern          | USA            | Josh Culbreath     | USA            |
| 1960 | Glenn Davis     | USA                     | Clifton Cushman         | USA            | Richard Howard     | USA            |
| 1964 | Rex Cawley      | USA                     | John Cooper             | Storbritannien | Salvatore Morale   | Italien        |
| 1968 | David Hemery    | Storbritannien          | Gerhard Hennige         | Västtyskland   | John Sherwood      | Storbritannien |
| 1972 | John Akii-Bua   | Uganda                  | Ralph Mann              | USA            | David Hemery       | Storbritannien |
| 1976 | Edwin Moses     | USA                     | Michael Shine           | USA            | Yevgeni Gavrilenko | Sovjetunionen  |
| 1980 | Volker Beck     | Östtyskland             | Vasili Arkhipenko       | Sovjetunionen  | Gary Oakes         | Storbritannien |
| 1984 | Edwin Moses     | USA                     | Danny Harris            | USA            | Harald Schmid      | Västtyskland   |
| 1988 | André Phillips  | USA                     | Amadou Dia Ba           | Senegal        | Edwin Moses        | USA            |
| 1992 | Kevin Young     | USA                     | Winthrop Graham         | Jamaica        | Kriss Akabusi      | Storbritannien |
| 1996 | Derrick Adkins  | USA                     | Samuel Matete           | Zambia         | Calvin Davis       | USA            |
| 2000 | Angelo Taylor   | USA                     | Hadi Souan Somalyi      | Saudiarabien   | Llewellyn Herbert  | Sydafrika      |
| 2004 | Felix Sanchez   | Dominikanska republiken | Danny McFarlane         | Jamaica        | Naman Keita        | Frankrike      |
| 2008 | Angelo Taylor   | USA                     | Kerron Clement          | USA            | Bershawn Jackson   | USA            |
| 2012 | Felix Sanchez   | Dominikanska republiken | Michael Tinsley         | USA            | Javier Culson      | Puerto Rico    |
| 2016 | Kerron Clement  | USA                     | Boniface Mucheru Tumuti | Kenya          | Yasmani Copello    | Turkiet        |
| 2020 | Karsten Warholm | Norge                   | Benjamin Rai            | USA            | Alison dos Santos  | Brasilien      |

## 2 500 m hinder
| År   | Guld         | Guld   | Silver          | Silver         | Brons             | Brons     |
| ---- | ------------ | ------ | --------------- | -------------- | ----------------- | --------- |
| 1900 | George Orton | Kanada | Sidney Robinson | Storbritannien | Jacques Chastanié | Frankrike |

## 2 590 m hinder
| År   | Guld          | Guld | Silver    | Silver         | Brons         | Brons |
| ---- | ------------- | ---- | --------- | -------------- | ------------- | ----- |
| 1904 | Jim Lightbody | USA  | John Daly | Storbritannien | Arthur Newton | USA   |

## 3 000 m hinder
| År   | Guld                  | Guld           | Silver                      | Silver         | Brons                       | Brons          |
| ---- | --------------------- | -------------- | --------------------------- | -------------- | --------------------------- | -------------- |
| 1920 | Percy Hodge           | Storbritannien | Patrick Flynn               | USA            | Ernesto Ambrosini           | Italien        |
| 1924 | Ville Ritola          | Finland        | Elias Katz                  | Finland        | Paul Bontemps               | Frankrike      |
| 1928 | Toivo Loukola         | Finland        | Paavo Nurmi                 | Finland        | Ove Andersen                | Finland        |
| 1932 | Volmari Iso-Hollo     | Finland        | Thomas Evenson              | Storbritannien | Joe McCluskey               | USA            |
| 1936 | Volmari Iso-Hollo     | Finland        | Kalle Tuominen              | Finland        | Alfred Dompert              | Tyskland       |
| 1948 | Tore Sjöstrand        | Sverige        | Erik Elmsäter               | Sverige        | Göte Hagström               | Sverige        |
| 1952 | Horace Ashenfelter    | USA            | Vladimir Kazantsev          | Sovjetunionen  | John Disley                 | Storbritannien |
| 1956 | Chris Brasher         | Storbritannien | Sándor Rozsnyói             | Ungern         | Ernst Larsen                | Norge          |
| 1960 | Zdzisław Krzyszkowiak | Polen          | Nikolaj Sokolov             | Sovjetunionen  | Semyon Rzhishchin           | Sovjetunionen  |
| 1964 | Gaston Roelants       | Belgien        | Maurice Herriott            | Storbritannien | Ivan Belyayev               | Sovjetunionen  |
| 1968 | Amos Biwott           | Kenya          | Benjamin Kogo               | Kenya          | George Young                | USA            |
| 1972 | Kipchoge Keino        | Kenya          | Ben Jipcho                  | Kenya          | Tapio Kantanen              | Finland        |
| 1976 | Anders Gärderud       | Sverige        | Bronisław Malinowski        | Polen          | Frank Baumgartl             | Östtyskland    |
| 1980 | Bronisław Malinowski  | Polen          | Filbert Bayi                | Tanzania       | Eshetu Tura                 | Etiopien       |
| 1984 | Julius Korir          | Kenya          | Joseph Mahmoud              | Frankrike      | Brian Diemer                | USA            |
| 1988 | Julius Kariuki        | Kenya          | Peter Koech                 | Kenya          | Mark Rowland                | Storbritannien |
| 1992 | Matthew Birir         | Kenya          | Patrick Sang                | Kenya          | William Mutwol              | Kenya          |
| 1996 | Joseph Keter          | Kenya          | Moses Kiptanui              | Kenya          | Alessandro Lambruschini     | Italien        |
| 2000 | Reuben Kosgei         | Kenya          | Wilson Boit Kipketer        | Kenya          | Ali Ezzine                  | Marocko        |
| 2004 | Ezekiel Kemboi        | Kenya          | Brimin Kipruto              | Kenya          | Paul Kipsiele Koech         | Kenya          |
| 2008 | Brimin Kipruto        | Kenya          | Mahiedine Mekhissi-Benabbad | Frankrike      | Richard Mateelong           | Kenya          |
| 2012 | Ezekiel Kemboi        | Kenya          | Mahiedine Mekhissi-Benabbad | Frankrike      | Abel Mutai                  | Kenya          |
| 2016 | Conseslus Kipruto     | Kenya          | Evan Jager                  | USA            | Mahiedine Mekhissi-Benabbad | Frankrike      |
| 2020 | Soufiane El Bakkali   | Marocko        | Lamecha Girma               | Etiopien       | Benjamin Kigen              | Kenya          |

## 3 200 m hinder
| År   | Guld           | Guld           | Silver           | Silver         | Brons       | Brons |
| ---- | -------------- | -------------- | ---------------- | -------------- | ----------- | ----- |
| 1908 | Arthur Russell | Storbritannien | Archie Robertson | Storbritannien | John Eisele | USA   |

## 4 000 m hinder
| År   | Guld        | Guld           | Silver          | Silver         | Brons           | Brons          |
| ---- | ----------- | -------------- | --------------- | -------------- | --------------- | -------------- |
| 1900 | John Rimmer | Storbritannien | Charles Bennett | Storbritannien | Sidney Robinson | Storbritannien |

## Terränglöpning
| År   | Guld               | Guld    | Silver            | Silver  | Brons              | Brons   |
| ---- | ------------------ | ------- | ----------------- | ------- | ------------------ | ------- |
| 1912 | Hannes Kolehmainen | Finland | Hjalmar Andersson | Sverige | John Eke           | Sverige |
| 1920 | Paavo Nurmi        | Finland | Eric Backman      | Sverige | Heikki Liimatainen | Finland |
| 1924 | Paavo Nurmi        | Finland | Ville Ritola      | Finland | Earl Johnson       | USA     |